# А що як... Тор був би єдиною дитиною?
«А що як... Тор був би єди́ною дити́ною?» (англ. What If... Thor Were an Only Child?) — сьомий епізод першого сезону американського анімаційного телесеріалу «А що як...?», заснованого на однойменній серії коміксів Marvel. У ньому досліджується, що було б, якщо події фільму «Тор» (2011) відбулися б по іншому, в яких Тор веде спосіб життя тусовщика. Сценаристкою епізоду виступила А. С. Бредлі, а режисером — Браян Ендрюс.
Джеффрі Райт веде розповідь в ролі Спостерігача. В озвучці епізоду також беруть участь Кріс Гемсворт (Тор), Наталі Портман, Том Гіддлстон, Кет Деннінґс, Семюел Л. Джексон, Джефф Ґолдблюм, Кобі Смолдерс, Кларк Ґреґґ, Френк Ґрілло, Тайка Вайтіті, Карен Ґіллан, Джеймі Александер, Сет Ґрін, Олександра Деніелс і Рейчел Гаус. Серіал почав розроблятися в вересні 2018 року. Незабаром до його виробництва приєднався Ендрюс, і багато акторів очікували, що знову зіграють свої ролі з фільмів. Штефан Франк був керівником анімації.
«А що як... Тор був би єдиною дитиною?» був випущений на Disney+ 22 вересня 2021 року.

## Сюжет
У 965 році, цар Асґарда Одін вів війну між Асґардом і Йотунгеймом. Після закінчення війни Одін знаходить дитини крижаних велетнів — Локі і вирішує повернути малюка назад його батькові Лафею, укладаючи перемир'я з їх расою. Через багато років астрофізикиня Джейн Фостер і її подруга Дарсі Льюїс шукають ознаки інопланетян в Нью-Мексико. Раптово через небо пролітає незнайомий для героїв промінь, іменований Біврест. Після невдалої спроби зв'язатися з організацією «Щ.И.Т.», Фостер і Льюїс відправляються в Лас-Вегас (штат Невада), для того, щоб знайти сина Одіна Тора, який в супроводі своєї свити прибув на Землю влаштувати вечірку з інопланетянами і людьми.
Фостер знайомиться з ближче з Тором, і вони з Льюїс насолоджуються вечіркою. На наступний день Марія Гілл, замінюючи Ніка Ф'юрі на посаді директора «Щ.И.Т. » через те, що того під час вечірки вирубав Корґ, хоче поговорити з Фостер і Льюїс про аномалії, відомості про яку надіслала Джейн. Однак на той час, Тор і його друзі вже перебували в Парижі, запросивши ще більше людей і інопланетян, включаючи Локі і крижаних велетнів. Розуміючи, що інших варіантів немає, Гілл викликає Керол Денверс (Капітан Марвел), яка починає битву з Тором, у якій він перемагає і обзиває її «кайфоломщикинею». Денверс відмовляється використовувати всю свою силу проти Тора, аргументуючи це тим, що в результаті цих дій вона заподіє величезної шкоди як людських життів, так і інфраструктурі. Льюїс пропонує атакувати Тора в Північній Дакоті або в Південній Дакоті. Гілл схвалює цю ідею, а Денверс пропонує напасти на нього в Сибіру, з чим Гілл і погоджується.
Вечірка Тора призводить до багатьох неприємностей: Тор руйнує Стоунхендж; Суртур розплавляє одну руку Статуї Свободи; Тор, разом з Локі, за допомогою скриньки Вічних Зим знущаються над горою Рашмор; Також Тор завдає графіті на Пізанську вежу. Фостер не бажає загибелі Тора і вирішує зв'язатися з його матір'ю, Фріґґою, яка знаходиться у відпустці і гостює у подруг, поки Одін спить. Фостер вдається зв'язатися з Геймдаллем, який відправляє її до місця відпочинку Фріґґи, і та розповідає матері Тора про те, що відбувається з її сином. Після того, як Денверс заганяє Тора в Сибір, Гілл вирішує запустити туди ракету, щоб вбити Тора, але прибуває Фріґґа і попереджає сина, що вона відправиться на Землю, щоб дізнатися, чим він займається. Нарешті, навчившись нести відповідальність, Тор змушує друзів прибрати безлад, і вони роблять вигляд, ніби всі вчаться, тому Фріґґа не карає Тора.
Перед від'їздом в Асґард Тор відвідує Джейн Фостер і дякує їй за те, що вона допомогла йому навчитися нести відповідальність, і запрошує її на побачення на далекій планеті. Вона погоджується. Однак раптово з порталу з'являється Альтрон у синтезоїдному тілі (яке у фільмах отримав Віжен), що зібрав всі Камені Нескінченности, разом зі своєю армією роботів.

## Виробництво

### Розробка
До вересня 2018 року студія Marvel розробляла анімаційний серіал-антологію за мотивами коміксів «What If», який б досліджував, як змінилися б фільми КВМ, якби певні події відбувалися інакше. Головна сценаристка А. К. Бредлі приєднався до проєкту в жовтні 2018 р. з режисером Браяном Ендрюсом на зустрічі з керівником Marvel Studios Бредом Віндербаумом щодо проєкту ще у 2018 році; про участь Бредлі та Ендрюса було оголошено у серпні 2019 року. Вони разом з Віндербаумом, Кевіном Файґі, Луїсом Д'Еспозіто і Вікторією Алонсо стали виконавчими продюсерами.  А. С. Бредлі написала сьомий епізод під назвою «А що як... Тор був би єдиною дитиною?», у якому зображена альтернативна сюжетна лінія фільму «Тор» (2011). «А що як... Тор був би єдиною дитиною?» був випущений на Disney+ 22 вересня 2021 року.

### Музика
Саундтрек до епізоду був випущений в цифровому форматі компаніями Marvel Music і Hollywood Records 24 вересня 2021 року і містив музику композитора Лори Карпман.
| А що як... Тор був би єдиною дитиною? (Оригінальний саундтрек) | А що як... Тор був би єдиною дитиною? (Оригінальний саундтрек) | А що як... Тор був би єдиною дитиною? (Оригінальний саундтрек) |
| #                                                              | Назва                                                          | Тривалість                                                     |
| -------------------------------------------------------------- | -------------------------------------------------------------- | -------------------------------------------------------------- |
| 1.                                                             | «They're Here»                                                 | 1:08                                                           |
| 2.                                                             | «Different Prince»                                             | 0:59                                                           |
| 3.                                                             | «Solstice»                                                     | 1:25                                                           |
| 4.                                                             | «Company's Here»                                               | 0:46                                                           |
| 5.                                                             | «Your Party»                                                   | 1:43                                                           |
| 6.                                                             | «Butt Ugly Popsicle Stick»                                     | 0:37                                                           |
| 7.                                                             | «Make a Wish»                                                  | 1:00                                                           |
| 8.                                                             | «Party Pooper / Hammerang»                                     | 0:55                                                           |
| 9.                                                             | «Party Foul»                                                   | 1:08                                                           |
| 10.                                                            | «Goose»                                                        | 1:10                                                           |
| 11.                                                            | «See You Again»                                                | 0:43                                                           |
| 12.                                                            | «Kaboom»                                                       | 0:40                                                           |
| 13.                                                            | «Waddling Back»                                                | 0:41                                                           |
| 14.                                                            | «Good to Go / Distracted»                                      | 1:23                                                           |
| 15.                                                            | «Mellow / OH NO!!!!»                                           | 1:31                                                           |
| 16.                                                            | «Get It Together»                                              | 1:30                                                           |
| 17.                                                            | «Pooping the Party»                                            | 1:08                                                           |
| 18.                                                            | «She's Coming!»                                                | 0:46                                                           |
| 19.                                                            | «You Called»                                                   | 1:11                                                           |
| 20.                                                            | «Study Group»                                                  | 1:16                                                           |
| 21:40                                                          |                                                                |                                                                |

## Маркетинг
24 вересня 2021 року Marvel випустила постер до епізоду, на якому були зображені Ґрандмастер, Тор і Говард Качка разом з цитатою з епізоду. Після виходу епізоду Marvel оголосила випуск товарів, натхнених епізодом, в рамках щотижневої акції «Marvel Must Haves» для кожного епізоду серіалу, включаючи одяг, аксесуари і Funko Pop за мотивами вечірки Тора.

## Сприйняття
Том Йорґенсен з «IGN» поставив епізоду оцінку 8 з 10 і написав, що в епізоді «немає будь-якої ясної моралі або глибокого розуміння персонажів, але сьомий епізод дійсно хороший». Крістен Говард з «Den of Geek» оцінила епізод в 4,5 зірок з 5 і написала, що «послідовність бою між Керол і Тором була чудово скомпонована, а дизайн, продемонстрований під час першої битви персонажів, був досить вражаючим в візуальному плані». Бен Шерлок з «Game Rant» поставив епізоду 4 з 5 зірок і відчув, що «комедійний тон [епізоду] був освіжаючим зміною темпу після останніх декількох похмурих епізодів, і він краще впорався зі створенням відчутного роману між Тором і Джейн, ніж чим справжні фільми про Торі з декількома додатковими годинами екранного часу».